# スタントン・キッド
スタントン・キッド (Stanton Kidd, 1992年3月18日 - ) は、アメリカ合衆国出身のプロバスケットボール選手。2022年までVTBユナイテッドリーグのロコモティフ・クバンに所属していたが、ロシアのウクライナ侵攻後にチームを去り、Bリーグの秋田ノーザンハピネッツに加入した。大学はノースカロライナ・セントラル大学、コロラド州立大学でプレーし、その後ベルギー、ドイツ、トルコ、NBAのユタ・ジャズでプレーした。

## 初期及び大学での経歴
キッドはメリーランド州ボルチモアのエドモンドソン・ウェストサイド高校で学び、4年生では平均23ポイント、12リバウンド、6アシストを記録し、レッドストームをボルチモアシティディビジョン1の初優勝に導いた。キッドはシニアシーズンのチームMVPに選ばれ、オールメトロプレーヤーを獲得した。
その後全米トップの短期大学プログラムの1つであるサウスプレインズカレッジで2シーズンプレーし、2011-2012の全米短大体育協会選手権においてチームが36対0で優勝するのに貢献した。
2013年3月10日、キッドはノースカロライナ・セントラル大学での最初のシーズンで、オールミッドイースタン・アスレチック・カンファレンスのファーストチームのメンバーに選出された。彼は同カンファレンスの得点ランキングで3位 (1試合あたり14.5ポイント) 、リバウンドは8位 (1試合あたり6.9)、フィールドゴール率 は5位 (55.3%)を記録した。
コロラド州立大学の4年次には1試合あたり平均11.5ポイント、5リバウンド、1.8アシストを記録した。

## プロとしての経歴

### リンブルフ・ユナイテッド (2015–2016)
2015年7月27日、キッドはベルギーのリンブルグ・ユナイテッドと1年契約を結び、プロとしての経歴をスタートした。キッドはリンブルグが2016年のベルギーリーグでセミファイナルに進出するのに貢献したが、チームは最終的にBCオーステンデに敗れた。

### タイガース・テュービンゲン (2016–2017)
2016年7月21日、キッドはドイツのチーム、タイガース・テュービンゲンと契約した。テュービンゲンでプレーした20試合で、彼は1試合あたり平均12.8 ポイント、4.6リバウンド、1.7アシスト、1.2スティールを記録した。

### ダルサファカ (2017–2019)
2017年7月21日、キッドはトルコのチーム、ダルサファカと2年間の契約を結んだ。2018年1月14日、キッドはキャリア最高の24ポイントを1ショットも外さずに記録し、リバウンドは7を記録、ガズィアンテプに98-65で勝利した。キッドはダリュッシャファカで2018年のユーロカップのタイトルを獲得した。
2018年6月28日、キッドは2018年のNBAサマーリーグでユタ・ジャズに加入し、6試合で平均10.8ポイント、3.3リバウンドを記録した。

### ユタ・ジャズ (2019)
2019年7月17日、キッドは2019年NBAサマーリーグのスティントを完了した後、ユタ・ジャズと契約した。彼は3試合をプレーした後、11月21日にジャズから解雇された。

### メルボルン・ユナイテッド (2019–2020)
2019年12月20日、キッドは2019-20年のNBLシーズンで、怪我をしたケーシー・プラサーの代役としてメルボルン・ユナイテッドと契約した。

### オルマンスポル (2020–2021)
2020年8月18日、キッドはバスケットボール・スーパー・リーグのOGMオルマンスポルと契約した。

### ハポエル・エルサレム (2021)
2021年2月18日、彼はイスラエル・バスケットボール・プレミアリーグのハポエル・エルサレムBCと契約した。

### ロコモティフ・クバン (2021–2022)
2021年7月8日、彼は VTBユナイテッド・リーグのロコモティフ・クバンと契約した。

### Bリーグでのキャリア (2022-)

#### 秋田ノーザンハピネッツ(2022-2023)
2022年、彼はBリーグの秋田ノーザンハピネッツに加入した。

#### 信州ブレイブウォリアーズ(2023)
2023年、信州ブレイブウォリアーズに加入。11月5日の富山グラウジーズ戦において負傷し、帰国して治療することとなり信州と契約解除した。

#### 仙台89ERS(2024-)
2024年7月5日、仙台89ERSに加入。

## 個人成績
| † | Denotes seasons in which Kidd won the EuroCup |

### NBA

#### レギュラーシーズン
| シーズン | チーム | GP | GS | MPG | FG%  | 3P%  | FT%  | RPG | APG | SPG | BPG | PPG |
| -------- | ------ | -- | -- | --- | ---- | ---- | ---- | --- | --- | --- | --- | --- |
| 2019–20  | ユタ   | 4  | 0  | 3.8 | .000 | .000 | .000 | .8  | .3  | .0  | .0  | .0  |
| Career   | Career | 4  | 0  | 3.8 | .000 | .000 | .000 | .8  | .3  | .0  | .0  | .0  |

### ユーロリーグ
| シーズン | チーム             | GP | GS | MPG  | FG%  | 3P%  | FT%  | RPG | APG | SPG | BPG | PPG | PIR |
| -------- | ------------------ | -- | -- | ---- | ---- | ---- | ---- | --- | --- | --- | --- | --- | --- |
| 2018–19  | ダリュッシャファカ | 30 | 18 | 21.8 | .391 | .284 | .686 | 3.0 | 1.2 | .6  | .2  | 6.8 | 5.4 |
| Career   | Career             | 30 | 18 | 21.8 | .391 | .284 | .686 | 3.0 | 1.2 | .6  | .2  | 6.8 | 5.4 |

### ユーロカップ
| シーズン | チーム             | GP | GS | MPG  | FG%  | 3P%  | FT%  | RPG | APG | SPG | BPG | PPG | PIR |
| -------- | ------------------ | -- | -- | ---- | ---- | ---- | ---- | --- | --- | --- | --- | --- | --- |
| 2017–18  | ダリュッシャファカ | 22 | 6  | 17.1 | .598 | .463 | .937 | 8.5 | 7.6 | 2.2 | 1.1 | 8.4 | 9.9 |
| Career   | Career             | 22 | 6  | 17.1 | .598 | .463 | .937 | 8.5 | 7.6 | 2.2 | 1.1 | 8.4 | 9.9 |

Source: RealGM

## 参照
1. ↑  “Leave or stay: American players in Russia”. basketnews.com. 2022年3月8日閲覧。
2. 1 2 3  “Stanton Kidd - Colorado State University Athletics”. CSURams.com 2018年12月29日閲覧。
3. ↑  “MEAC Announces Men's Basketball All-Conference Honors”. meacsports.com. (2013年3月10日) 2018年12月29日閲覧。
4. 1 2  “Melbourne Sign Stanton Kidd as Injury Replacement”. NBL.com.au (2019年12月20日). 2019年12月20日閲覧。
5. ↑  “Stanton Kidd is laatste aanwinst van Limburg United” (dutch). gva.be. (2015年7月27日) 2018年12月29日閲覧。
6. ↑  “Tubingen Walter-Tigers land Stanton Kidd”. Sportando.com. (2016年7月21日) 2018年12月29日閲覧。
7. ↑  “Darussafaka signs Stanton Kidd”. Sportando.com. (2017年7月21日) 2018年12月29日閲覧。
8. ↑  “Darussafaka Basketbol Istanbul 98 at Royal Hali Gaziantep 65”. RealGM.com. (2018年1月14日) 2018年12月29日閲覧。
9. ↑  “Utah Jazz announce 2018 Summer League roster”. deseretnews.com. (2018年6月28日) 2018年12月29日閲覧。
10. ↑  “Jazz sign William Howard and Stanton Kidd”. NBA.com (2019年7月17日). 2019年7月17日閲覧。
11. ↑  “Utah Jazz sign Juwan Morgan”. NBA.com (2019年11月21日). 2019年11月21日閲覧。
12. ↑  “Stanton Kidd joins Ormanspor”. Sportando (2020年8月18日). 2020年8月18日閲覧。
13. ↑  “Ormansporlu Kidd, Jerusalem'de” (Turkish).   basketfaul.com (2021年2月18日). 2021年2月18日閲覧。
14. ↑  “Loko signed a contract with Stanton Kidd” (英語). lokobasket.com (2021年7月8日). 2021年7月8日閲覧。
15. ↑  “【新入団】スタントン・キッド選手契約合意のお知らせ”.   秋田ノーザンハピネッツ (2022年7月14日). 2022年7月14日閲覧。
16. ↑  “スタントン・キッド選⼿契約(新規)基本合意のお知らせ”.   信州ブレイブウォリアーズ (2023年8月10日). 2023年8月10日閲覧。
17. ↑  “スタントン・キッド選手 契約解除のお知らせ”.   信州ブレイブウォリアーズ (2023年11月23日). 2023年11月23日閲覧。
18. ↑  “スタントン・キッド選手 2024-25シーズン契約合意のお知らせ”.   仙台89ERS. 2024年7月5日閲覧。